# Chaligüey
Chaligüey är en ort i Mexiko.   Den ligger i kommunen Valparaíso och delstaten Zacatecas, i den centrala delen av landet, 600 km nordväst om huvudstaden Mexico City. Chaligüey ligger 1 093 meter över havet och antalet invånare är 161.
Terrängen runt Chaligüey är huvudsakligen kuperad, men den allra närmaste omgivningen är platt. Chaligüey ligger nere i en dal. Runt Chaligüey är det mycket glesbefolkat, med 5 invånare per kvadratkilometer. Närmaste större samhälle är Acatita de Ameca, 16,1 km norr om Chaligüey. Trakten runt Chaligüey består i huvudsak av gräsmarker.